# セルゲイ・ドゥビニン
セルゲイ・コンスタンチノヴィチ・ドゥビニン（ロシア語: Серге́й Константи́нович Дуби́нин, ロシア語ラテン翻字: Sergei Konstantinovich Dubinin, 1950年12月10日 - ）は、ロシアのエコノミスト、政治家、実業家。1994年ロシア連邦大蔵大臣（財務大臣）代行。1995年から1998年まで第3代ロシア連邦中央銀行総裁、VTB銀行監督評議会議長、VTBキャピタル取締役を歴任した。

## 経歴・人物

### 生い立ちと学歴
1950年12月10日、モスクワに生まれる。父コンスタンチン・ヨシフォヴィチ・ドゥビニン（1918年 - 1986年）は、モスクワ歴史古文書大学を卒業し、チュメニ市党第一書記などを歴任した人物。第二次世界大戦中はナチスドイツに占領されたクリミア半島のシンフェロポリのタヴリーダ中央博物館から収集物をチュメニへ疎開するのに尽力した。コンスタンチンはチュメニに疎開していたウラジーミル・レーニンの遺体をレーニン廟に戻す式典にも参加し、一家は1947年にモスクワに移っている。
1973年モスクワ大学経済学部を卒業する。1977年の論文『合衆国の農業信用』で政治経済学教授号、経済学博士候補の称号を得る。1990年『経済における予算と財政管理及び資本主義諸国における国民経済の競争力の影響』で経済学博士号を得る。

### 蔵相代行、中央銀行総裁
1981年モスクワ大学経済学部外国経済・外国経済関係学科准教授。1991年ソ連大統領府経済専門家。1992年CIS（独立国家共同体）諸国ロシア国家経済協力委員会副議長。1993年3月から1994年1月まで、ロシア大蔵省第一次官。1993年ロシア連邦議会選挙に立候補したボリス・フョードロフ副首相兼蔵相が下院議員に当選したことに伴い、1994年1月26日、蔵相代行に就任する。同年10月11日火曜日、モスクワ銀行間通貨取引所のルーブル対ドル相場が一挙に845ルーブル下落し、1ドル3926ルーブルで取引を終えた。1992年に外貨取引開始以来、最大の暴落であり、ロシア国民の生活を直撃した（暗黒の火曜日、暗い火曜日）。結局、ボリス・エリツィン大統領によってドゥビニンとヴィクトル・ゲラシチェンコロシア連邦中央銀行総裁は解任された。
1994年11月、インペリアル銀行第一副議長（副頭取）となり、同銀行の筆頭株主でありかつ最大の顧客でもあるガスプロム担当となった。1995年ガスプロム取締役会メンバー。1995年10月から1998年9月まで、ロシア連邦中央銀行総裁。1998年5月27日水曜日、主要企業の株価急落に応じてルーブルの対ドルレートも急落した（暗黒の水曜日、暗い水曜日、五月危機）。ロシア中央銀行は15億ドルの市場介入をするとともに公定歩合を50パーセントから150パーセントに引き上げた。ロシア連邦政府は徴税強化や税制簡素化を打ち出した。日米欧は国際通貨基金（IMF）や世界銀行の対露金融支援を支持し、蔵相代理会議で国際機関を通じた追加支援実施を確認した。6月4日ロシア中央銀行は公定歩合を60パーセントに引き下げた。8月13日、株式市場で優良株が15から25パーセント下落、為替市場ではモスクワ銀行間取引所の対ドル相場が前日の1ドル6.296ルーブルから6.299ルーブルに下落した。ロシア連邦政府と中央銀行は変動相場圏拡大措置を実施し事実上のルーブル切り下げとなった。9月11日、ドゥビニンは金融危機の責任を取り総裁を辞任した。
1998年ガスプロム取締役会副議長（副社長、銀行・証券担当）。2001年11月9日、統一エネルギーシステム取締役会副議長。2004年3月26日、統一エネルギーシステム取締役。2005年統一エネルギーシステム財務担当重役。
2008年10月1日現在、「VTBキャピタル」取締役。2011年6月16日、VTB銀行監督委員会議長。